# Gronau (Westf.)
Gronau (Westf.), Gronau (Westfalen) – miasto w Niemczech, w kraju związkowym Nadrenia Północna-Westfalia, w rejencji Münster, w powiecie Borken.